# نور جلال
مولوي نور جلال (بالبشتوية: نور جلال)‏ (من مواليد 1969)، عضو في حركة طالبان. شغل منصب نائب وزير الداخلية بالإنابة لإمارة أفغانستان الإسلامية من 7 سبتمبر 2021 إلى 21 سبتمبر 2021. كما شغل هذا المنصب في حكومة طالبان السابقة (1996-2001). وهو ابن عم نجيب الله حقاني وزير الاتصالات.

## سيرته
ولد جلال عام 1969 في قرية لاجن بمقاطعة شيغال، محافظة كنر، بأفغانستان. وهو أحد أفراد قبيلة شينواري البشتونية. وفي حكومة طالبان الأولى من 1996 إلى 2001، شغل جلال منصب نائب وزير الداخلية. وفي 23 فبراير 2001، تم وضعه على قائمة عقوبات الأمم المتحدة. وفي عام 2011 عمل جلال في منظمة غير حكومية مقرها كابل معنية بحل النزاعات.
وفي 7 سبتمبر 2021 عُيِّن جلال نائبًا لوزير الداخلية لإمارة أفغانستان الإسلامية التي أعيد تأسيسها حديثًا، تحت إشراف وزير الداخلية سراج الدين حقاني. ثم استُبدل بإبراهيم صدر في 21 سبتمبر.

## انظر أيضُا
- عبد الرزاق آخند زاده
- عبد الحق آخند